# Monastero di Santa Cristina
Il monastero di Santa Cristina è un'ex complesso religioso risalente all'età longobarda posto lungo la via Francigena a Santa Cristina nel Pavese.

## Storia
Il monastero benedettino, inizialmente dedicato a Sant’Anastasio, fu fondato da re Liutprando nella prima metà dell’VIII secolo a non molta distanza dal palazzo Reale fatto erigere dal sovrano a Corteolona. Nel 768, Ansa, moglie del re Desiderio, donò all’ente beni nel territorio di Menaggio e nel Comasco. Nell’814, l’abate Pietro ottenne da Carlo Magno l’immunità dalla giurisdizione ordinaria, impedendo così ai pubblici funzionari di imporre tributi fiscali nei territori spettanti al monastero), concessione riconfermata da Ludovico il Pio nell’822 e poi da Lotario nell’833, tramite un diploma emanato proprio nel palazzo di Corteolona. A partire proprio dal IX secolo l’ente, che nel frattempo cominciò a essere denominato di Santa Cristina, conobbe una fase di grande sviluppo, ottenendo donazioni e privilegi, in particolare da Ludovico il Pio, tanto che possedeva terre e diritti signorili nei comitati di Pavia, Milano, Lodi, Piacenza, Parma, Reggio Emilia, Tortona, Varese e Como e, inoltre, deteneva una grande corte a Chignolo Po, che divenne una della più importanti e prospere della Lombardia. Almeno dall’879, il monastero fu fortificato con torri e con una cinta muraria, entro la quale, come ricordato da una lettera di re Carlomanno, potevano trovare ristoro e rifugio i pellegrini che percorrevano la via Francigena, che passava nei pressi del complesso monastico. Testimonianza dell'importanza e della ricchezza del monastero durante l'alto medioevo è un inventario, detto polittico, redatto nella seconda metà del X secolo, nel quale sono elencate tutte le possessioni e i diritti goduti dall'ente. Nel 990 il monastero ospitò l'arcivescovo di Canterbury Sigerico e, nel 1030, l'abate di Cluny Guglielmo da Volpiano. Durante le lotte tra l’imperatore Federico I e i comuni della Lega Lombarda, l’ente si rivolse al sovrano per tutelare i propri diritti e beni e, nel 1155, mediante un diploma, ottenne la riconferma di tutte le possessioni e dei rispettivi diritti feudali goduti. Tuttavia, nel 1162, l’indipendenza del monastero fu compressa dalla scelta di papa Alessandro III di porre l’ente sotto la giurisdizione dell’arcivescovo di Milano. Nel corso del XV secolo il monastero fu dato in commenda, alcune sue possessioni, come quella di Bissone, passarono ai Borromeo, mentre altre passarono ai Cusani, ai Vignati, ai Pusterla, agli Este e ad altre casate: cominciò così il declino dell’ente, decadenza che si concluse nel 1513, quando il cenobio venne soppresso e il complesso fu affidato ai monaci Vallombrosani. Il nuovo monastero, collocato negli stessi ambienti del precedente, non ospitò mai molti religiosi: nel 1589 erano solo sette. Con la bolla di papa Gregorio XIII emanata nel 1581, fu dato in commenda al Collegio Germanico-Ungarico di Roma. Il monastero venne definitivamente soppresso nel 1654 e il complesso fu adibito ad azienda agricola del collegio. Nel 1773 il collegio romano, allora retto dai Gesuiti, fu affidato ai Domenicani, e attraversò un periodo di gravi difficoltà. I problemi del Collegio Germanico-Ungarico spinsero, nel 1781, l’imperatore Giuseppe II, che già da tempo progettava di istituire un seminario generale all’interno dei suoi domini per evitare che i suoi sudditi fossero educati e formati all’estero, alla creazione di un nuovo Collegio Germanico-Ungarico a Pavia, che incamerò il complesso e i beni dell’ex monastero di Santa Cristina. Nel 1796, con l’arrivo di Napoleone, il collegio venne soppresso e i suoi beni furono alienati a privati. Il complesso fu poi adibito ad abitazioni, azienda agricola e pubblici esercizi.

## Descrizione

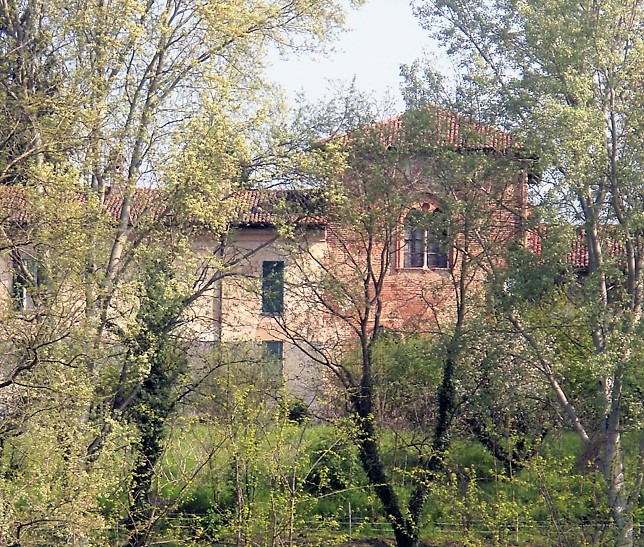
Una delle torri del complesso.

Del grande complesso monastico (detto anche in modo improprio castello, per via delle evidenti opere difensive) si conservano tre corpi di fabbrica, disposti a “U”, nella parte meridionale del paese, sul terrazzo alluvionale che degrada verso il Po. L’impianto degli edifici dovrebbe risalire al XII secolo, anche se essi subirono profondi rimaneggiamenti nei secoli XIV e XVII. Si conservano l’abitazione dell’abate, le celle dei monaci, alcune parti rustiche del cenobio e due torri a pianta quadrata (probabilmente abbassate in età moderna). Una delle due torri, posta l’ingresso del complesso, conserva una bifora realizzata inglobando colonnine e capitelli risalenti ai secoli VIII e IX, mentre la seconda è arricchita da una grande bifora decorata con modanature in cotto gotiche datate al XIV secolo e conserva tracce di merlature. La chiesa, abbattuta nel XIX secolo, si trovava nel lato settentrionale del complesso, di essi sopravvivono (inseriti negli altri edifici) alcuni archi a sesto acuto in cotto (probabilmente trecenteschi), una finestra e un rosone, entrambi tamponati, e alcuni frammenti di una meridiana. L’area non è stata oggetto di indagini archeologiche, tuttavia nel corso di alcuni interventi edilizi, furono rinvenute numerose ossa umane, forse riferibili al cimitero monastico, e i resti di alcuni pilastri a sezione quadrata della chiesa.